# Eunidia aureicollis
Eunidia aureicollis är en skalbaggsart som beskrevs av Stefan von Breuning 1976. Eunidia aureicollis ingår i släktet Eunidia och familjen långhorningar. Inga underarter finns listade i Catalogue of Life.